# سارگیس هاکوبیان (فیزیولوژیست)
سارگیس آرشاکی هاکوبیان (ارمنی: Սարգիս Արշակի Հակոբյան؛  زادهٔ ۱۵ مهٔ ۱۹۱۵ - درگذشته ۱۰ ژوئن ۲۰۰۵) یک فیزیولوژیست و استاد اهل ارمنستان بود.

## زندگی‌نامه
در ۲۸ مه [سبک قدیمی: ۱۵ مه] ۱۹۱۵ در هارتسهانگیست به دنیا آمد و از دانشگاه دولتی باکو (۱۹۳۹) و انستیتو مغز مسکو فارغ‌التحصیل شد. وی در دانشگاه دولتی باکو، دانشگاه پزشکی آذربایجان و دانشگاه دولتی ایروان فعالیت می‌کرد.  وی همچنین برنده دانشمند شایسته ارمنستان شوروی، نشان جنگ میهنی درجه دو، نشان ستاره سرخ و نشان برجسته افتخار شده است. وی در ۱۰ ژوئن ۲۰۰۵ در سن ۹۰ سالگی در ایروان درگذشت.

## یادداشت
1. ↑  կենսաբանական գիտությունների դոկտոր